# Čest' tovarišča
Čest' tovarišča (Честь товарища) è un film del 1953 diretto da Nikolaj Ivanovič Lebedev.